# Praha 13
Praha 13 je městská část Prahy, zahrnující většinu katastrálního území Stodůlky a části katastrálních území Jinonice, Třebonice a Řeporyje. Leží v obvodu Praha 5 a nachází se na jihozápadě města, u výjezdu dálnice D5 z města a blízko od letiště. Většinu městské části tvoří sídliště Jihozápadní Město.

## Správní obvod Praha 13
Od 1. ledna 1995 byla městská část Praha-Jihozápadní Město přejmenována na nový název Praha 13 a současně s tím získal její úřad rozšířenou správní působnost i pro městské části Praha-Řeporyje, Praha-Řepy a Praha-Zličín.
S vytvořením městské části Praha 17 od 1. července 2001 přišla Praha 13 o tyto působnosti pro Řepy a Zličín a zůstala jí pouze pro vlastní území a městskou část Praha-Řeporyje.

## Historie

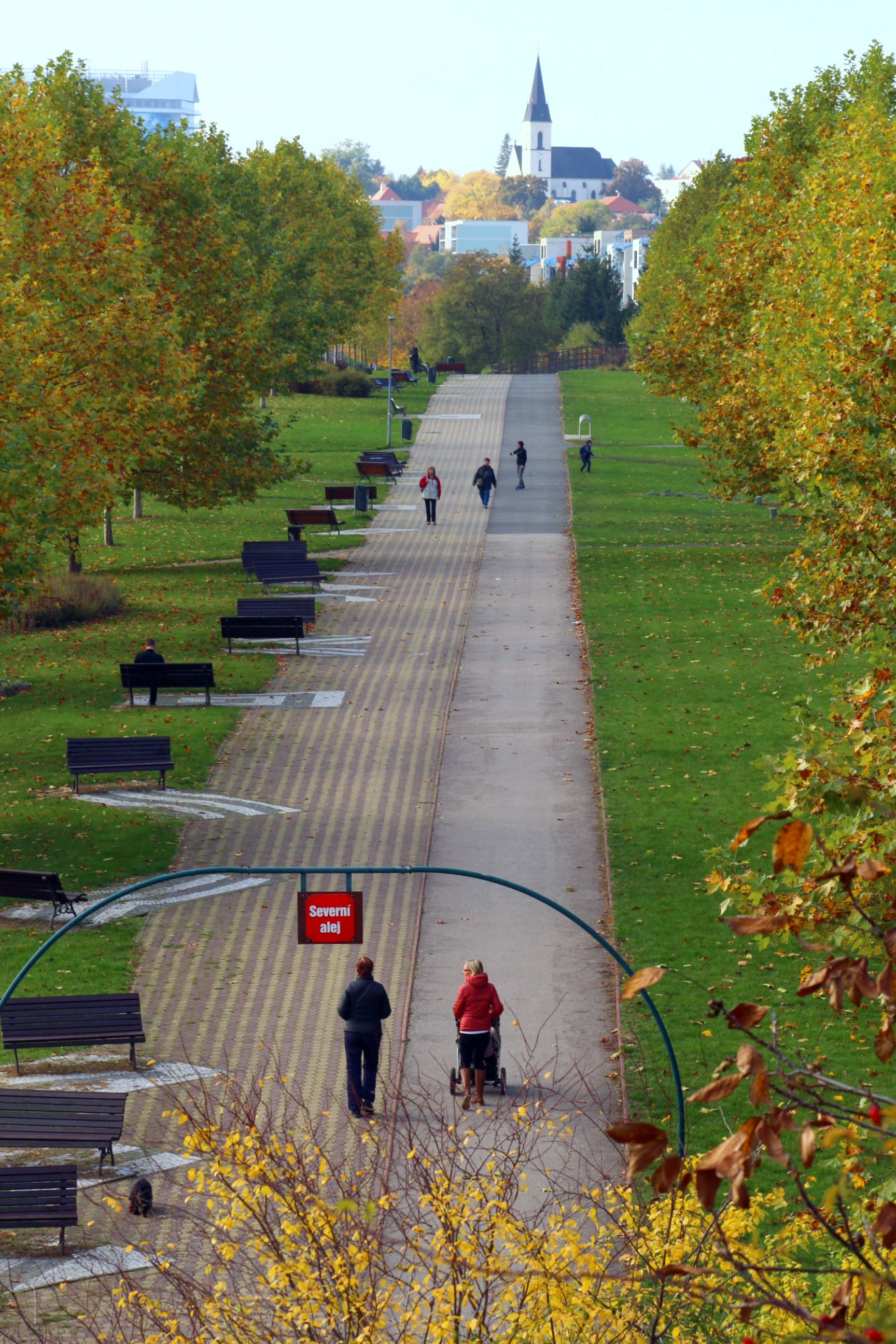
Centrální park – výhled na kostel sv. Jakuba ve Stodůlkách

První lidé v tomto regionu se objevili už před 20 000 lety, v období poslední doby ledové. Svědčí o tom například nálezy v jeskyni sv. Prokopa. Dnes víme, že osídlení na tomto kraji Prahy bylo velmi husté. Prokázal to archeologický průzkum, prováděný při výstavbě sídlišť v letech 1978–1987, kdy v místě, kde dnes leží Nové Butovice, bylo nalezeno 65 hrobů. Jde o čtvrté největší pohřebiště v Evropě. Hroby archeologové odkryli na třech nepatrně od sebe vzdálených lokalitách mezi Stodůleckým a Jinonickým potokem. Pohřebiště únětické kultury poskytlo nálezy bronzových šperků, náušnic, jehlic, náramků, sekeromlatů a nožů s trojúhelníkovou čepelí i zlaté náušnice.
Většina území Prahy 13 je součástí Prahy od roku 1974 (s výjimku části jinonického katastru, který byl k Praze připojen už v roce 1922). Městská část zaujímá vyvýšeninu mezi Motolským, Prokopským a Dalejským údolím, kolem prameniště Prokopského potoka. Chráněné území Prokopského a Dalejského údolí činí tuto oblast velmi zajímavou. Část dnešního Prokopského údolí je tvořena podmořskou prvohorní sopkou.
Jádro městské části tvoří bývalá obec Stodůlky, jejíž součástí byla i osada Lužiny. Současně s připojením Stodůlek k Praze v roce 1974 byly k Praze připojeny i historické součásti Řeporyj, osady Velká Ohrada a Malá Ohrada, které již dříve byly ke Stodůlkám přifařeny, a po připojení k Praze byly katastrálně převedeny do Stodůlek. Při připojení obce Stodůlky k Praze v roce 1974 jí byl zachován její místní národní výbor, později transformovaný na místní úřad s místním zastupitelstvem a poté na úřad a zastupitelstvo městské části. Pravděpodobně při vzniku samosprávných městských částí v roce 1990 byla do samosprávné městské části Praha-Stodůlky (přejmenované na Praha-Jihozápadní Město) zahrnuta i podstatná část vsi Třebonice a severní okrajová část čtvrti Řeporyje a naopak část katastrálního území Stodůlek přiléhající k Řeporyjím byla připojena k městské části Praha-Řeporyje. Od 1. ledna 1995 byla městská část přejmenována na nový název Praha 13 a současně s tím získala rozšířenou správní působnost i pro městské části Praha-Řeporyje, Praha-Řepy a Praha-Zličín. S vytvořením městské části Praha 17 od 1. července 2001 přišla o tyto působnosti pro Řepy a Zličín a zůstala jí pouze pro vlastní území a městskou část Praha-Řeporyje. Pravděpodobně v rámci této reformy v roce 2001 byla přímo k městské části Praha 13 připojena i část katastru Jinonic, a to Nová Ves s okolím, tedy část Prokopského údolí.

## Současnost

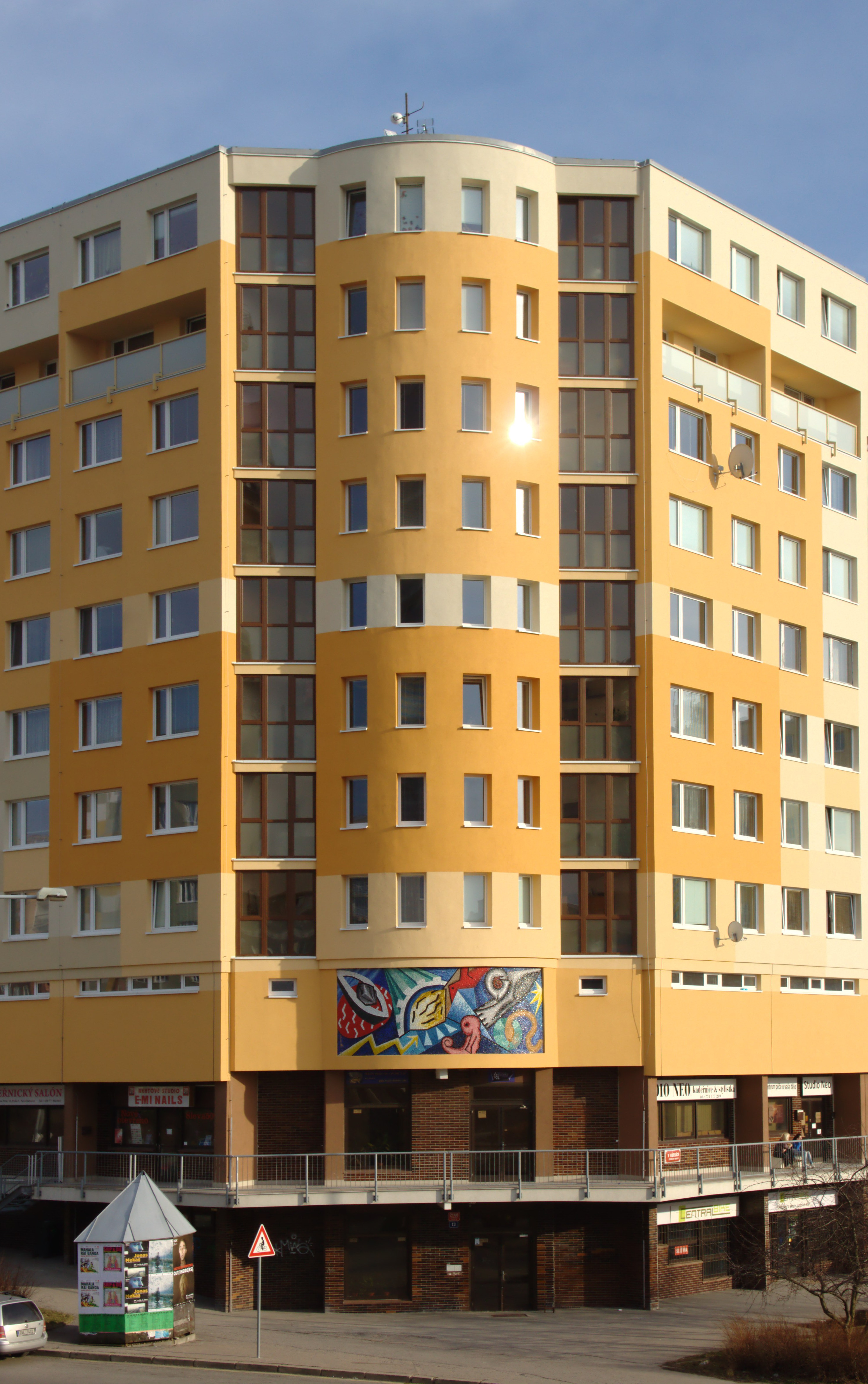
Panelový dům, Praha 13

Praha 13 se začala rozvíjet s dobudováním trasy metra B na Zličín v roce 1994 a rozvíjí se velmi rychle. Díky své výhodné poloze blízko centra zde vznikají stále nová obchodní centra a hypermarkety. Staví se zde i nové administrativní budovy.
Sídliště Jihozápadní Město tvořící většinu dnešní Prahy 13 je rozděleno na sídlištní části Nové Butovice, Lužiny a Stodůlky.
Od roku 2008 je budována na území Stodůlek i Třebonic západně od Jeremiášovy ulice, tedy západně od stanice metra Stodůlky, směrem k Chabům, Krtni a obchodnímu centru Zličín v Třebonicích, nová čtvrť Západní Město.
Městská část Praha 13 je slangově označována jako "město, kam chodí slunce spát".[zdroj?]

## Sousedící části

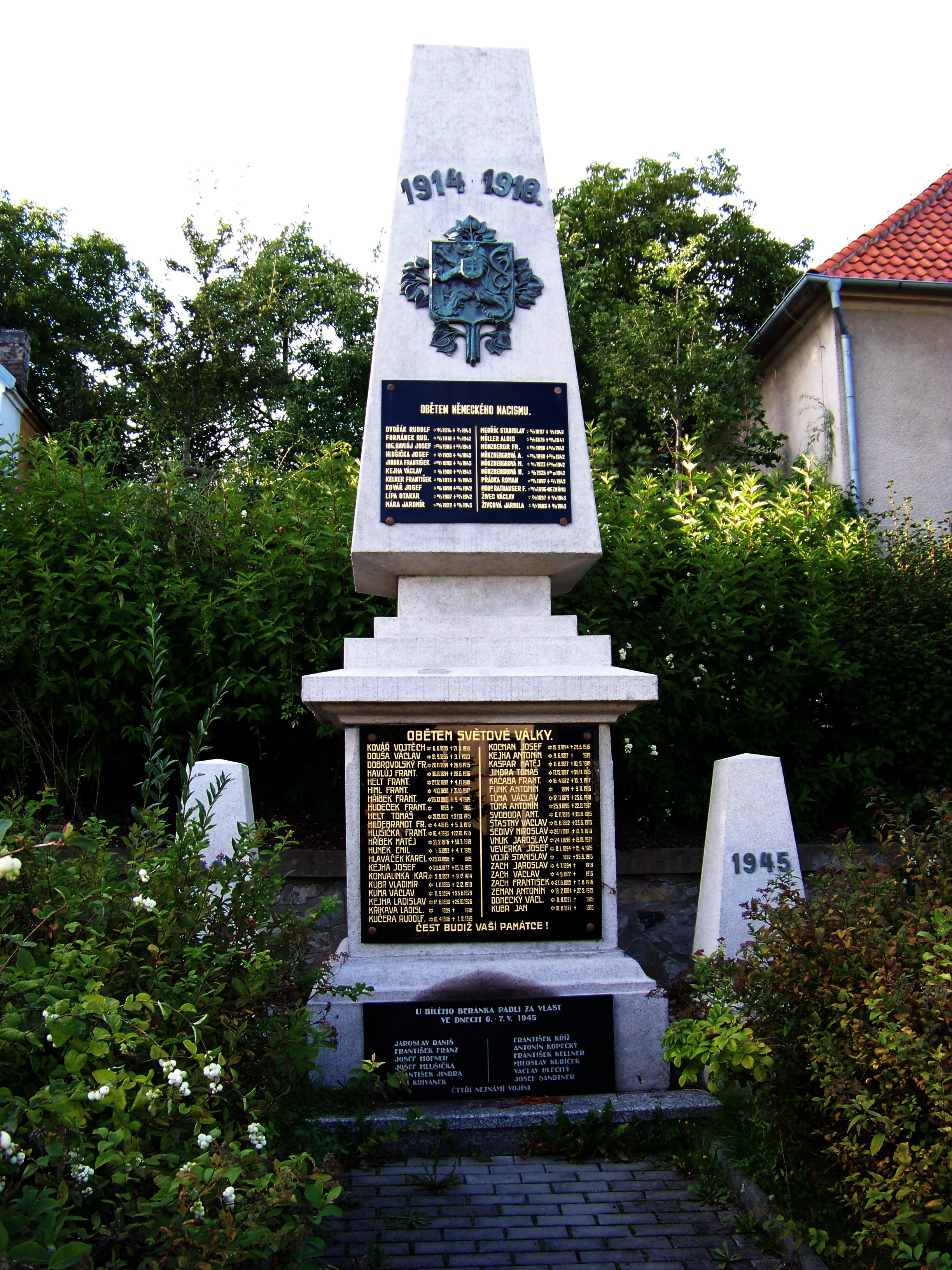
Pomník obětem první světové války a německé okupace v letech 1939–1945

Hraničí s městskými částmi Praha-Zličín a Praha 17 na severu, Praha 5 na východě a Praha-Řeporyje a Praha-Slivenec na jihu.

## Obyvatelstvo
Praha 13 je městskou částí s nejnižším věkovým průměrem v Praze (38,3 roku).
Podle údajů Českého statistického úřadu z roku 2014 je podíl cizinců na území Prahy 13 ve výši 16%, tj. 10 467 cizinců.
V roce 2017 žilo na Praze 13 téměř 11 tisíc cizinců. Více než čtvrtinu tvořili Ukrajinci, podobný podíl připadal i na ruskou komunitu. Z tohoto důvodu se oblasti kolem stanice metra Hůrka, u které je i obchod s ruskými potravinami, říká malá Moskva.

## Kultura a jiné
Mimo jiné na území Prahy 13 se nachází :
- Czech Photo Centre (galerie organizátora Czech Press Photo)
- Kulturní dům Mlejn
- Kostel sv. Jakuba Staršího ve Stodůlkách
- Dům dětí a mládeže Prahy 13

## Zvolení zastupitelé
| Koalice (19)                                                    | Koalice (19)                      | Koalice (19)                                                                        | Opozice (16) | Opozice (16)                                                  | Opozice (16) | Opozice (16)                                                |
| ODS · ODS · ODS · ODS · ODS · ODS · ODS · ODS · ODS · ODS · ODS | ANO · ANO · ANO · ANO · ANO · ANO | Společně pro Prahu 13 (KDU-ČSL a TOP 09) · Společně pro Prahu 13 (KDU-ČSL a TOP 09) | Zelení a Piráti pro 13 · Zelení a Piráti pro 13 · Zelení a Piráti pro 13 · Zelení a Piráti pro 13 · Zelení a Piráti pro 13 · Zelení a Piráti pro 13 | PRAHA 13 SOBĚ · PRAHA 13 SOBĚ · PRAHA 13 SOBĚ · PRAHA 13 SOBĚ | SEN 21 pro Prahu 13 a SPDV · SEN 21 pro Prahu 13 a SPDV · SEN 21 pro Prahu 13 a SPDV · SEN 21 pro Prahu 13 a SPDV | SPD, Trikolora a NK pro P 13 · SPD, Trikolora a NK pro P 13 |

| Příjmení, jméno, tituly                  | Volební strana                           |
| ---------------------------------------- | ---------------------------------------- |
| Vodrážka David Ing.                      | ODS                                      |
| Zelený David                             | ODS                                      |
| Zeman Petr                               | ODS                                      |
| Pastrňák Zbyněk                          | ODS                                      |
| Bobysud Vít Ing.                         | ODS                                      |
| Tichá Ludmila                            | ODS                                      |
| Skopalíková Šárka Mgr.                   | ODS                                      |
| Dymlová Petra Ing.                       | ODS                                      |
| Vávra Milan                              | ODS                                      |
| Provazník Vojtěch Ing.                   | ODS                                      |
| Weyda Rudolf                             | ODS                                      |
| Plesníková Marcela RNDr.                 | ANO 2011                                 |
| Drábek Michal Ing.                       | ANO 2011                                 |
| Kvapilová Yveta Mgr.                     | ANO 2011                                 |
| Zobal Josef Ing.                         | ANO 2011                                 |
| Prokeš Pavel Ing.                        | ANO 2011                                 |
| Staňková Milada Ing.                     | ANO 2011                                 |
| Todlová Ivana                            | Společně pro Prahu 13 (KDU-ČSL a TOP 09) |
| Praus Petr doc. Ing. CSc.                | Společně pro Prahu 13 (KDU-ČSL a TOP 09) |
| Murňák Tomáš                             | Zelení a Piráti pro 13                   |
| Mucala Václav Mgr. Bc.                   | Zelení a Piráti pro 13                   |
| Hrdlička Václav Mgr.                     | Zelení a Piráti pro 13                   |
| Horká Jana Mgr.                          | Zelení a Piráti pro 13                   |
| Krejčí Tomáš                             | Zelení a Piráti pro 13                   |
| Kopetzký Adam                            | Zelení a Piráti pro 13                   |
| Podzemský Pavel Mgr.                     | PRAHA 13 SOBĚ                            |
| Pachmanová Lenka Ing.                    | PRAHA 13 SOBĚ                            |
| Večeřílek Michal                         | PRAHA 13 SOBĚ                            |
| Kratochvílová Zuzana Ing.                | PRAHA 13 SOBĚ                            |
| Bero Barbora DiS.                        | SEN 21 pro Prahu 13 a SPDV               |
| Vítek Karel                              | SEN 21 pro Prahu 13 a SPDV               |
| Nitra Vojtěch Mgr. Bc. MSc.              | SEN 21 pro Prahu 13 a SPDV               |
| Prosmanová Jana Mgr. et Mgr.             | SEN 21 pro Prahu 13 a SPDV               |
| Bondarenková Vladimíra JUDr. D.E.A., MBA | SPD, Trikolora a NK pro P 13             |
| Trmota Zdeněk Ing.                       | SPD, Trikolora a NK pro P 13             |